# Cocobeach
Cocobeach (manchmal auch: Ukoko) ist die Hauptstadt des gabunischen Departements Noya innerhalb der Provinz Estuaire. Mit Stand von 2013 wurde die Einwohnerzahl auf 2591 bemessen. Die Stadt liegt auf einer Höhe von 252 Metern.

## Lage
Die Stadt ist vor allem für ihre Strände bekannt und stellt eine Grenzstadt zu Äquatorialguinea dar. Von hier aus fahren Fähren in das benachbarte Cogo.

## Geschichte
Als Ukoko war der Ort Ende des 19. Jahrhunderts zunächst Teil von Französisch-Äquatorialafrika. Mit dem Marokko-Kongo-Vertrag von 1911 wurde das Gebiet um den Ort Teil von Neukamerun, das vertragsgemäß an das deutsche Reich abgetreten wurde. 
Der Ort fiel somit bis unter deutsche Kolonialadministration, bis Kamerun durch den Friedensvertrag von Versailles von 1919 offiziell Mandatsgebiet des Völkerbundes wurde. Der Ort war zu dieser Zeit Hauptort des Bezirks Muni.